# Dawson (rzeka w Queenslandzie)
Dawson – rzeka w Australii, we wschodniej części stanu Queensland.
Rzeka rozpoczyna swój bieg w paśmie górskim Carnarvon, skąd płynie w kierunku południowo-wschodnim. Dalej skręca na północny wschód i ostatecznie na północ. Nieopodal miasta Duaringa, po połączeniu z rzeką Mackenzie daje początek rzece Fitzroy. Długość rzeki wynosi 640 km.
Rzeka odkryta została w 1844 roku przez Ludwiga Leichhardta, który nadał jej nazwę na cześć jednego ze sponsorów wyprawy, Roberta Dawsona. W latach 20. XX wieku zapoczątkowano budowę systemu irygacyjnego dla okolicznych pól (uprawa bawełny, hodowla bydła).
Głównymi miejscowościami nad rzeką są: Baralaba, Cracow, Moura, Taroom i Theodore.